# Horst H. Baumann

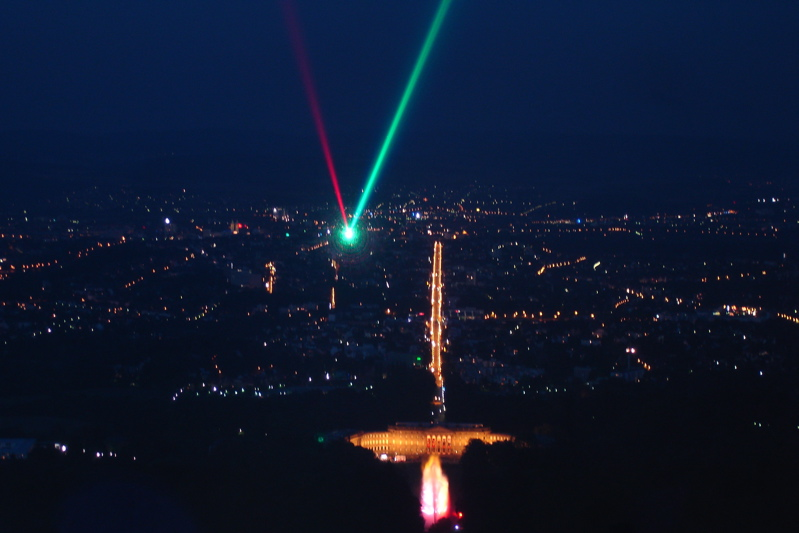
Laserscape Kassel (Herbst 2006).

 Horst H. Baumann  (* 19. Juni 1934 in Aachen; † 24. Mai 2019) war ein deutscher Künstler, Designer und Fotograf, der in Düsseldorf lebte und arbeitete und vor allem für seine Laser-Kunst bekannt war.

## Leben und Werk
Baumann studierte von 1954 bis 1957 Hüttentechnik (und von 1972 bis 1974 Pädagogik) an der RWTH Aachen und als Spätstudent von 1994 bis 2004 Philosophie/Medien an der Heinrich-Heine-Universität Düsseldorf.
Seit 1957 arbeitete Baumann als Fotograf und Designer und seit 1966 als Lichtkünstler. Von 1963 bis 1964 war er Gastdozent an der Hochschule für Gestaltung Ulm.
1977 war Baumann Teilnehmer an der documenta 6 in Kassel und installierte dort, assistiert von Peter Hertha, mit seiner Laserscape Kassel die erste permanente Laserskulptur (ab 1979) weltweit.
Andere Installationen von Baumann sind der Lichtzeitpegel am Rheinturm in Düsseldorf (1982), die Neonskulptur „Passkreuz“ in Bielefeld-Sennestadt (1988) und der vom Lichtzeitpegel umgestaltete Olympiariegel am Rheinturm Düsseldorf 2003.
In den Jahren 1956, 1958 und 1960 war Horst H. Baumann auf der photokina Köln vertreten und dort auch Preisträger.
Seine Arbeiten wurden international ausgestellt, unter anderem 1965 in der Gallery of Modern Art in New York sowie 1967 und 1969 auf der Biennale des Jeunes in Paris (Preisträger).
Die letzten 25 Jahre seines Lebens bewohnte Baumann ein Wohn-Atelier im Salzmannbau in Düsseldorf.
Sein fotografischer Nachlass wurde im Herbst 2020 der Foto-Galerie ZEPHYR in Mannheim übergeben.

## Ausstellungen, Installationen und Projekte
- 2023/24: Apropos Visionär. Der Fotograf Horst H. Baumann, Museum für Angewandte Kunst, Köln; Kurator Hans-Michael Koetzle
- 2014: Beyond Architecture (1950–2014) – Karl Hugo Schmölz, Irmel Kamp u. a. Die Möglichkeiten künstlerischer Betrachtung von Architektur innerhalb exemplarisch fotografischer Positionen., Neuer Aachener Kunstverein in Kooperation mit der RWTH Aachen und der FH Aachen.[4]

Eine ausführliche Liste der Ausstellungen, Installationen und Projekte von Horst H. Baumann findet sich im PDF seines Lebenslaufs von 2010 (mit seinem eigenen Briefkopf), abrufbar auf Yumpu.